# Икономика на Франция
Франция е една от икономически най-мощните държави в света. По обем на БВП тя е на второ място в Европа и на пето в света. Важни особености на стопанството на страната са силното влияние на големите френски банки и на транснационалните компании, както и високият дял на държавния сектор (около 30 %).

## Първичен сектор
Делът на заетите в отраслите на първичния сектор е сравнително нисък – само 4 %.
Аграрното стопанство е високоефективно, модерно и финансово стимулирано от държавата. Неговата специализация е животновъдно-растениевъдна. Животновъдството се развива в няколко направления – месно, месо-млечно и крайградско. Специализиращи отрасли са говедовъдство, свиневъдство, птицевъдство и овцевъдство. По производство на месо Франция е на първо място в Европа и на четвърто място в света (след САЩ, Китайската народна република и Бразилия). Райони с развито животновъдство са Централният френски масив, Пиренеите, Западните Алпи, Нормандия и Бретан. Растениевъдството е интензивно и многоотраслово. Неговата специализация е в отглеждането на зърнени култури (35% от растениевъдната продукция), плодове и зеленчуци (30%), грозде (18%) и др. Аграрното стопанство формира значителен дял (15%) в износа на страната.
Добивните отрасли (добив на горива, рудни и нерудни изкопаеми) намаляват своя дял при формирането на БВП. Риболовът е традиционен за селищата по атлантическия бряг.

## Вторичен сектор
Делът на заетите в него е 26 % от общия брой на заетите в стопанството. Специализиращи отрасли на промишлеността са енергетиката, металургията, машиностроенето, химическата и леката промишленост.
Енергетиката използва разнообразни енергоизточници – местни и вносни: въглища, нефт, природен газ, ядрено гориво, хидроресурси и др. Над 80 % от електроенергията се произвеждат в АЕЦ. Франция е на второ място по инсталирани мощности на АЕЦ – 17,7% от тези в света и на първо по произведена от тях енергия на глава от населението.
В Сен Мало (на атлантическия бряг) е изградена първата в света електроцентрала, която използва енергията на приливите и отливите (приливно-отливна електроцентрала).
Металургията и машиностроенето се развиват под влиянието на следните фактори – собствени суровини, висококвалифицирана работна сила, използване на модерни технологии и приоритетно развитие на високитехнологичните машиностроителни подотрасли. Главни металургични центрове са Мец, Нанси (Горна Лотарингия), пристанищният център Дюнкерк, Лил и Валансиен (Фландрия). От високотехнологичните машиностроителни подотрасли специализиращи са автомобилостроенето (Рено, Пежо, Ситроен) с центрове Париж, Лион, Лимож, Хавър; самолетостроенето (Париж, Тулуза); ракетостроенето; жп машиностроенето, корабостроенето и др. Териториалното разположение на химическите предприятия е в северните крайбрежни територии, които са в близост до суровините, както и в Клермон Феран, Лион, Орлеан и др. Третата по големина петролна компания в света – Тотал Енерджис е френска.
Франция има силно развита индустрия (Мишлен, Сен-Гобен, Алстом, Арева, Фраматом), както и банков и застрахователен сектор (БНП Париба, Сосиете Женерал, Акса).
Текстилната и хранително-вкусовата промишленост са традиционни отрасли за Франция. Сега предприятията и фирмите от тези отрасли са оборудвани с модерна техника и произвеждат продукция с високо качество. Франция е водещ производител на месо, сирене и вина (с центрове Южна Франция, Бретан и Нормандия). Вълнотекстилната промишленост е съсредоточена в Северна Франция (Лил), памукотекстилната – в Северозападната Франция и копринената – в Лион.
Фармацевтичната промишленост също е силно развита (Санофи), както и секторите на електрониката (Шнайдер Електрик, Алкател-Лусент), на леката промишленост (Ровента, Тефал) и козметичният сектор (Лореал, Виши, Авен). Технологичният и дигиталният сектор са традиционни за френската икономика, като първият в света чип за банкова карта е създаден във Франция.

## Третичен сектор
В третичния сектор делът на заетите е най-голям – 70 %, но участието му във формирането на БВП и износа на страната е по-малък. Силно развити са транспортът и туризмът. Гъстотата жп мрежата във Франция е голяма – едно от първите места в Европа. Изградени са високоскоростни жп магистрали (средна скорост 300 км). Такава жп линия е Париж – Марсилия (Монпелие), по която годишно се превозват 40 млн. пътници. Страната разполага с модерни пристанища (Марсилия, Хавър, Дюнкерк) и летищни комплекси (общо 80, най-големите от които са в Париж, Ница, Лион, Тулуза, Марсилия). Развит е и тръбопроводният транспорт.
Франция е страната с най-добре развит туризъм в света. Годишно тя се посещава от 100 млн. туристи, което я прави най-посещаваната държава. Факторите за това са многобройните природни и културно-исторически обекти със световна известност, музеите, качествената материално-техническа база за туризъм и високата култура на обслужване на туристите. Притегателен туристически център е Париж с Лувъра, Айфеловата кула, Пантеона, Триумфалната арка (стара и нова), музея на Орсе, катедралите Нотр Дам, Сакре Кьор и др. Незабравими са впечатленията от туристическите маршрути по р. Сена, до хълма на художниците – Монмартър, до Латинския квартал; парижките кафенета и др. Средиземноморските курорти на Франция (Ница, Сен Тропе, Кан) привличат туристи от цял свят. Известни планински курорти са Гренобъл, Шамони, Албервил, Вал д'Изер и Мерибел, като най-голямата територия за ски в света е Ле Троа Вале с 156 лифтови съоръжения и 340 писти с обща дължина над 600 км.
Търговията е на първо място по брой на заетите. Силно развити са и вътрешната, и външната търговия. Традиционни търговски партьори на Франция са ЕС, Великобритания, САЩ, Китай и Япония. Увеличава се търговският обмен със страните от Източна Европа, ОНД, Африка.
Образованието, наука и здравеопазването се развиват благодарение на активната финансова помощ на държавата и спонсорството от фондации и родолюбиви граждани. Университетите в Париж (Сорбоната), Лион, Нанси, Марсилия, както и изследователските медицински центрове в Париж, Амиен, Мюлуз са сред най-авторитетните в света.
Интересен факт е, че Франция притежава най-голямата изключителна икономическа зона в света, благодарение на многобройните си отвъдморски територии.

## Статистика
Брутният вътрешен продукт (БВП) за 2023 г. е в размер на 2 822,5 милиарда евро (+0,9%), а БВП на глава от населението е в размер на $ 61 156,8.
Безработицата във Франция през първото тримесечие на 2024 г. е 7,5%.